# Nowoukrajinka (obwód wołyński)
Nowoukrajinka (ukr. Новоукраїнка) – wieś na Ukrainie, w obwodzie wołyńskim, w rejonie łuckim, w Kołki. W 2001 liczyła 211 mieszkańców.
Wieś została założona w 1964 roku.
Przez wieś przepływa rzeka Rudka (ukr. Рудка).

## Znane osoby
Znane osoby urodzone w Nowoukrajince:
- Vika Hiryn (ur. 2000) – piłkarka

## Populacja
Według spisu powszechnego z 1989 roku ludność wsi liczyła 179 osób, w tym 84 mężczyzn i 95 kobiet. Według danych z 2001 roku wieś liczy 211 mieszkańców.